# Ilypnus
Ilypnus  é um género de peixe da família Gobiidae e da ordem Perciformes.

## Espécies
- Ilypnus gilberti (Eigenmann & Eigenmann, 1889)
- Ilypnus luculentus (Ginsburg, 1938)[3][4][5][6][7][8][9]